# Sagalassa heterozyga
Sagalassa heterozyga is een vlinder uit de familie Brachodidae. De wetenschappelijke naam van de soort is voor het eerst geldig gepubliceerd in 1913 door Turner.